# Ivy Bridge
Ivy Bridge – mikroarchitektura procesorów firmy Intel stworzona w nowym wymiarze technologicznym 22 nm, będąca modyfikacją i następcą mikroarchitektury Sandy Bridge. Produkcja procesorów Ivy Bridge rozpoczęła się w trzecim kwartale 2011 roku, na rynek zostały zaś wprowadzone 29 kwietnia 2012 roku (modele czterordzeniowe) oraz 31 maja 2012 roku lub później (modele dwurdzeniowe). Jednocześnie Intel wydał nowe chipsety serii 7 do obsługi tych procesorów, które wprowadzają natywną obsługę magistrali USB 3.0. Procesory Ivy Bridge są wstecznie kompatybilne z platformami Sandy Bridge, gdyż wykorzystują te same gniazda. Jednak do poprawnego działania na tych platformach mogą wymagać aktualizacji BIOSu, ponadto niektóre chipsety Sandy Bridge (Q65, Q67 i B65) w ogóle nie obsługują procesorów Ivy Bridge. W laptopach taka wymiana procesora przeważnie jest niemożliwa właśnie ze względu na chipset. Bezproblemowa jest natomiast wymiana procesora w drugą stronę, czyli każda płyta główna stworzona do obsługi procesorów Ivy Bridge, będzie również obsługiwać te starsze modele. Następcą tej mikroarchitektury jest Haswell.

## Cechy

### Cechy mikroarchitektury
Mikroarchitektura Ivy Bridge bazuje na swoim poprzedniku Sandy Bridge i w dużym stopniu pozostała niezmieniona. Najważniejsze zmiany to:
- zastosowanie 22nm trój-bramkowych tranzystorów ("3D"), co zmniejsza pobór mocy przy zachowaniu tej samej wydajności w porównaniu do tradycyjnych tranzystorów planarnych ("2D")[3]
- nowy generator liczb losowych i instrukcje RdRand, o nazwie kodowej Bull Mountain.

### Cechy procesorów Ivy Bridge
Zarówno mobilne jak i stacjonarne procesory zawierają kilka znacznych zmian względem ich odpowiedników Sandy Bridge:
- Wsparcie PCI Express 3.0 (brak w procesorach i3 oraz niskonapięciowych ULV)[3]
- Maksymalny mnożnik CPU wynoszący 63 (57 w Sandy Bridge)
- Wsparcie taktowania pamięci RAM DDR3 do 2800MHz z 200MHz stopniowaniem[3]
- Zintegrowana grafika posiadająca 6 lub 20 jednostek wykonawczych (6 lub 16 w przypadku Sandy Bridge)
- Grafika Intel HD z obsługą DirectX 11, OpenGL 3.1 i OpenCL 1.1[3]. OpenGL 4.0 jest obsługiwany wraz ze sterownikami WHQL 9.18.10.3071 oraz nowszymi.
- DDR3L oraz konfigurowalne TDP dla procesorów mobilnych[3]
- Intel Quick Sync Video w wersji 2.[3]
- Obsługa do trzech wyświetlaczy

## Wydajność
Względem procesorów Sandy Bridge:
- 5% do 15% wzrost wydajności procesora porównując zegar w zegar[4]
- 25% do 68% wzrost wydajności zintegrowanej grafiki[4]

Ponadto nieznacznie zostały podniesione taktowania procesorów Ivy Bridge względem ich odpowiedników Sandy Bridge, co również przekłada się na wyższą wydajność.

## Lista procesorów Ivy Bridge
Procesory posiadające zintegrowaną grafikę Intel HD 4000 zostały pogrubione. Pozostałe posiadają grafikę Intel HD 2500, chyba że zostały oznaczone przez N/A (wówczas nie posiadają zintegrowanej grafiki).

### Procesory do komputerów stacjonarnych
Lista procesorów do komputerów stacjonarnych jest następująca:
| Segment docelowy   | Rdzenie (Wątki) | Procesor Branding & Model | Procesor Branding & Model | Taktowanie procesora | Taktowanie procesora | Taktowanie grafiki | Taktowanie grafiki | L3 Cache | TDP   | Data wydania | Cena wydawcza (USD) | Płyta główna | Płyta główna      | Płyta główna                 |
| Segment docelowy   | Rdzenie (Wątki) | Procesor Branding & Model | Procesor Branding & Model | Bazowe               | Turbo                | Bazowe             | Turbo              | L3 Cache | TDP   | Data wydania | Cena wydawcza (USD) | Gniazdo      | Interfejs         | Pamięć                       |
| ------------------ | --------------- | ------------------------- | ------------------------- | -------------------- | -------------------- | ------------------ | ------------------ | -------- | ----- | ------------ | ------------------- | ------------ | ----------------- | ---------------------------- |
| Extreme / High-End | 6 (12)          | Core i7 Extreme           | 4960X                     | 3.6 GHz              | 4.0 GHz              | N/A                | N/A                | 15 MB    | 130 W | 2013-09-10   | $999                | LGA 2011     | DMI 2.0 PCIe 3.0* | Up to quad channel DDR3-1866 |
| Extreme / High-End | 6 (12)          | Core i7                   | 4930K                     | 3.4 GHz              | 3.9 GHz              | N/A                | N/A                | 12 MB    | 130 W | 2013-09-10   | $583                | LGA 2011     | DMI 2.0 PCIe 3.0* | Up to quad channel DDR3-1866 |
| Extreme / High-End | 4 (8)           | Core i7                   | 4820K                     | 3.7 GHz              | 3.9 GHz              | N/A                | N/A                | 10 MB    | 130 W | 2013-09-10   | $323                | LGA 2011     | DMI 2.0 PCIe 3.0* | Up to quad channel DDR3-1866 |
| Performance        | 4 (8)           | Core i7                   | 3770K                     | 3.5 GHz              | 3.9 GHz              | 650 MHz            | 1150 MHz           | 8 MB     | 77 W  | 2012-04-23   | $332                | LGA 1155     | DMI 2.0 PCIe 3.0∗ | Up to dual channel DDR3-1600 |
| Performance        | 4 (8)           | Core i7                   | 3770                      | 3.4 GHz              | 3.9 GHz              | 650 MHz            | 1150 MHz           | 8 MB     | 77 W  | 2012-04-23   | $294                | LGA 1155     | DMI 2.0 PCIe 3.0∗ | Up to dual channel DDR3-1600 |
| Performance        | 4 (8)           | Core i7                   | 3770S                     | 3.1 GHz              | 3.9 GHz              | 650 MHz            | 1150 MHz           | 8 MB     | 65 W  | 2012-04-23   | $294                | LGA 1155     | DMI 2.0 PCIe 3.0∗ | Up to dual channel DDR3-1600 |
| Performance        | 4 (8)           | Core i7                   | 3770T                     | 2.5 GHz              | 3.7 GHz              | 650 MHz            | 1150 MHz           | 8 MB     | 45 W  | 2012-04-23   | $294                | LGA 1155     | DMI 2.0 PCIe 3.0∗ | Up to dual channel DDR3-1600 |
| Mainstream         | 4 (4)           | Core i5                   | 3570K                     | 3.4 GHz              | 3.8 GHz              | 650 MHz            | 1150 MHz           | 6 MB     | 77 W  | 2012-04-23   | $225                | LGA 1155     | DMI 2.0 PCIe 3.0∗ | Up to dual channel DDR3-1600 |
| Mainstream         | 4 (4)           | Core i5                   | 3570                      | 3.4 GHz              | 3.8 GHz              | 650 MHz            | 1150 MHz           | 6 MB     | 77 W  | 2012-05-31   | $205                | LGA 1155     | DMI 2.0 PCIe 3.0∗ | Up to dual channel DDR3-1600 |
| Mainstream         | 4 (4)           | Core i5                   | 3570S                     | 3.1 GHz              | 3.8 GHz              | 650 MHz            | 1150 MHz           | 6 MB     | 65 W  | 2012-05-31   | $205                | LGA 1155     | DMI 2.0 PCIe 3.0∗ | Up to dual channel DDR3-1600 |
| Mainstream         | 4 (4)           | Core i5                   | 3570T                     | 2.3 GHz              | 3.3 GHz              | 650 MHz            | 1150 MHz           | 6 MB     | 45 W  | 2012-05-31   | $205                | LGA 1155     | DMI 2.0 PCIe 3.0∗ | Up to dual channel DDR3-1600 |
| Mainstream         | 4 (4)           | Core i5                   | 3550                      | 3.3 GHz              | 3.7 GHz              | 650 MHz            | 1150 MHz           | 6 MB     | 77 W  | 2012-04-23   | $205                | LGA 1155     | DMI 2.0 PCIe 3.0∗ | Up to dual channel DDR3-1600 |
| Mainstream         | 4 (4)           | Core i5                   | 3550S                     | 3.0 GHz              | 3.7 GHz              | 650 MHz            | 1150 MHz           | 6 MB     | 65 W  | 2012-04-23   | $205                | LGA 1155     | DMI 2.0 PCIe 3.0∗ | Up to dual channel DDR3-1600 |
| Mainstream         | 4 (4)           | Core i5                   | 3475S                     | 2.9 GHz              | 3.6 GHz              | 650 MHz            | 1100 MHz           | 6 MB     | 65 W  | 2012-05-31   | $201                | LGA 1155     | DMI 2.0 PCIe 3.0∗ | Up to dual channel DDR3-1600 |
| Mainstream         | 4 (4)           | Core i5                   | 3470                      | 3.2 GHz              | 3.6 GHz              | 650 MHz            | 1100 MHz           | 6 MB     | 77 W  | 2012-05-31   | $184                | LGA 1155     | DMI 2.0 PCIe 3.0∗ | Up to dual channel DDR3-1600 |
| Mainstream         | 4 (4)           | Core i5                   | 3470S                     | 2.9 GHz              | 3.6 GHz              | 650 MHz            | 1100 MHz           | 6 MB     | 65 W  | 2012-05-31   | $184                | LGA 1155     | DMI 2.0 PCIe 3.0∗ | Up to dual channel DDR3-1600 |
| Mainstream         | 2 (4)           | Core i5                   | 3470T                     | 2.9 GHz              | 3.6 GHz              | 650 MHz            | 1100 MHz           | 3 MB     | 35 W  | 2012-05-31   | $184                | LGA 1155     | DMI 2.0 PCIe 3.0∗ | Up to dual channel DDR3-1600 |
| Mainstream         | 4 (4)           | Core i5                   | 3450                      | 3.1 GHz              | 3.5 GHz              | 650 MHz            | 1100 MHz           | 6 MB     | 77 W  | 2012-04-23   | $184                | LGA 1155     | DMI 2.0 PCIe 3.0∗ | Up to dual channel DDR3-1600 |
| Mainstream         | 4 (4)           | Core i5                   | 3450S                     | 2.8 GHz              | 3.5 GHz              | 650 MHz            | 1100 MHz           | 6 MB     | 65 W  | 2012-04-23   | $184                | LGA 1155     | DMI 2.0 PCIe 3.0∗ | Up to dual channel DDR3-1600 |
| Mainstream         | 4 (4)           | Core i5                   | 3350P                     | 3.1 GHz              | 3.3 GHz              | N/A                | N/A                | 6 MB     | 69 W  | 2012-09-03   | $177                | LGA 1155     | DMI 2.0 PCIe 3.0∗ | Up to dual channel DDR3-1600 |
| Mainstream         | 4 (4)           | Core i5                   | 3340                      | 3.1 GHz              | 3.3 GHz              | 650 MHz            | 1050 MHz           | 6 MB     | 77 W  | 2013-09-01   | $182                | LGA 1155     | DMI 2.0 PCIe 3.0∗ | Up to dual channel DDR3-1600 |
| Mainstream         | 4 (4)           | Core i5                   | 3340S                     | 2.8 GHz              | 3.3 GHz              | 650 MHz            | 1050 MHz           | 6 MB     | 65 W  | 2013-09-01   | $182                | LGA 1155     | DMI 2.0 PCIe 3.0∗ | Up to dual channel DDR3-1600 |
| Mainstream         | 4 (4)           | Core i5                   | 3335S                     | 2.7 GHz              | 3.2 GHz              | 650 MHz            | 1050 MHz           | 6 MB     | 65 W  | 2012-09-03   | $194                | LGA 1155     | DMI 2.0 PCIe 3.0∗ | Up to dual channel DDR3-1600 |
| Mainstream         | 4 (4)           | Core i5                   | 3330S                     | 2.7 GHz              | 3.2 GHz              | 650 MHz            | 1050 MHz           | 6 MB     | 65 W  | 2012-09-03   | $177                | LGA 1155     | DMI 2.0 PCIe 3.0∗ | Up to dual channel DDR3-1600 |
| Mainstream         | 4 (4)           | Core i5                   | 3330                      | 3.0 GHz              | 3.2 GHz              | 650 MHz            | 1050 MHz           | 6 MB     | 77 W  | 2012-09-03   | $182                | LGA 1155     | DMI 2.0 PCIe 3.0∗ | Up to dual channel DDR3-1600 |
| Mainstream         | 2 (4)           | Core i3                   | 3250                      | 3.5 GHz              | N/A                  | 650 MHz            | 1050 MHz           | 3 MB     | 55 W  | 2013-06-09   | $138                | LGA 1155     | DMI 2.0 PCIe 2.0  | Up to dual channel DDR3-1600 |
| Mainstream         | 2 (4)           | Core i3                   | 3245                      | 3.4 GHz              | N/A                  | 650 MHz            | 1050 MHz           | 3 MB     | 55 W  | 2013-06-09   | $134                | LGA 1155     | DMI 2.0 PCIe 2.0  | Up to dual channel DDR3-1600 |
| Mainstream         | 2 (4)           | Core i3                   | 3240                      | 3.4 GHz              | N/A                  | 650 MHz            | 1050 MHz           | 3 MB     | 55 W  | 2012-09-03   | $138                | LGA 1155     | DMI 2.0 PCIe 2.0  | Up to dual channel DDR3-1600 |
| Mainstream         | 2 (4)           | Core i3                   | 3225                      | 3.3 GHz              | N/A                  | 650 MHz            | 1050 MHz           | 3 MB     | 55 W  | 2012-09-03   | $134                | LGA 1155     | DMI 2.0 PCIe 2.0  | Up to dual channel DDR3-1600 |
| Mainstream         | 2 (4)           | Core i3                   | 3220                      | 3.3 GHz              | N/A                  | 650 MHz            | 1050 MHz           | 3 MB     | 55 W  | 2012-09-03   | $117                | LGA 1155     | DMI 2.0 PCIe 2.0  | Up to dual channel DDR3-1600 |
| Mainstream         | 2 (4)           | Core i3                   | 3210                      | 3.2 GHz              | N/A                  | 650 MHz            | 1050 MHz           | 3 MB     | 55 W  | 2013-01-20   | $117                | LGA 1155     | DMI 2.0 PCIe 2.0  | Up to dual channel DDR3-1600 |
| Mainstream         | 2 (4)           | Core i3                   | 3250T                     | 3.0 GHz              | N/A                  | 650 MHz            | 1050 MHz           | 3 MB     | 35 W  | 2013-06-09   | $138                | LGA 1155     | DMI 2.0 PCIe 2.0  | Up to dual channel DDR3-1600 |
| Mainstream         | 2 (4)           | Core i3                   | 3240T                     | 2.9 GHz              | N/A                  | 650 MHz            | 1050 MHz           | 3 MB     | 35 W  | 2012-09-03   | $138                | LGA 1155     | DMI 2.0 PCIe 2.0  | Up to dual channel DDR3-1600 |
| Mainstream         | 2 (4)           | Core i3                   | 3220T                     | 2.8 GHz              | N/A                  | 650 MHz            | 1050 MHz           | 3 MB     | 35 W  | 2012-09-03   | $117                | LGA 1155     | DMI 2.0 PCIe 2.0  | Up to dual channel DDR3-1600 |
| Mainstream         | 2 (2)           | Pentium                   | G2140                     | 3.3 GHz              | N/A                  | 650 MHz            | 1050 MHz           | 3 MB     | 55 W  | 2013-06-09   | $86                 | LGA 1155     | DMI 2.0 PCIe 2.0  | Up to dual channel DDR3-1600 |
| Mainstream         | 2 (2)           | Pentium                   | G2130                     | 3.2 GHz              | N/A                  | 650 MHz            | 1050 MHz           | 3 MB     | 55 W  | 2013-01-20   | $86                 | LGA 1155     | DMI 2.0 PCIe 2.0  | Up to dual channel DDR3-1600 |
| Mainstream         | 2 (2)           | Pentium                   | G2120                     | 3.1 GHz              | N/A                  | 650 MHz            | 1050 MHz           | 3 MB     | 55 W  | 2012-09-03   | $86                 | LGA 1155     | DMI 2.0 PCIe 2.0  | Up to dual channel DDR3-1600 |
| Mainstream         | 2 (2)           | Pentium                   | G2120T                    | 2.7 GHz              | N/A                  | 650 MHz            | 1050 MHz           | 3 MB     | 35 W  | 2013-06-09   | $75                 | LGA 1155     | DMI 2.0 PCIe 2.0  | Up to dual channel DDR3-1600 |
| Mainstream         | 2 (2)           | Pentium                   | G2100T                    | 2.6 GHz              | N/A                  | 650 MHz            | 1050 MHz           | 3 MB     | 35 W  | 2012-09-03   | $75                 | LGA 1155     | DMI 2.0 PCIe 2.0  | Up to dual channel DDR3-1600 |
| Mainstream         | 2 (2)           | Pentium                   | G2030                     | 3.0 GHz              | N/A                  | 650 MHz            | 1050 MHz           | 3 MB     | 55 W  | 2013-06-09   | $64                 | LGA 1155     | DMI 2.0 PCIe 2.0  | Dual channel DDR3-1333       |
| Mainstream         | 2 (2)           | Pentium                   | G2020                     | 2.9 GHz              | N/A                  | 650 MHz            | 1050 MHz           | 3 MB     | 55 W  | 2013-01-20   | $64                 | LGA 1155     | DMI 2.0 PCIe 2.0  | Dual channel DDR3-1333       |
| Mainstream         | 2 (2)           | Pentium                   | G2010                     | 2.8 GHz              | N/A                  | 650 MHz            | 1050 MHz           | 3 MB     | 55 W  | 2013-01-20   | $64                 | LGA 1155     | DMI 2.0 PCIe 2.0  | Dual channel DDR3-1333       |
| Mainstream         | 2 (2)           | Pentium                   | G2030T                    | 2.6 GHz              | N/A                  | 650 MHz            | 1050 MHz           | 3 MB     | 35 W  | 2013-06-09   | $64                 | LGA 1155     | DMI 2.0 PCIe 2.0  | Dual channel DDR3-1333       |
| Mainstream         | 2 (2)           | Pentium                   | G2020T                    | 2.5 GHz              | N/A                  | 650 MHz            | 1050 MHz           | 3 MB     | 35 W  | 2013-01-20   | $64                 | LGA 1155     | DMI 2.0 PCIe 2.0  | Dual channel DDR3-1333       |
| Mainstream         | 2 (2)           | Celeron                   | G1630                     | 2.8 GHz              | N/A                  | 650 MHz            | 1050 MHz           | 2 MB     | 55 W  | 2013-09-01   | $52                 | LGA 1155     | DMI 2.0 PCIe 2.0  | Dual channel DDR3-1333       |
| Mainstream         | 2 (2)           | Celeron                   | G1620                     | 2.7 GHz              | N/A                  | 650 MHz            | 1050 MHz           | 2 MB     | 55 W  | 2013-01-20   | $52                 | LGA 1155     | DMI 2.0 PCIe 2.0  | Dual channel DDR3-1333       |
| Mainstream         | 2 (2)           | Celeron                   | G1610                     | 2.6 GHz              | N/A                  | 650 MHz            | 1050 MHz           | 2 MB     | 55 W  | 2013-01-20   | $42                 | LGA 1155     | DMI 2.0 PCIe 2.0  | Dual channel DDR3-1333       |
| Mainstream         | 2 (2)           | Celeron                   | G1620T                    | 2.4 GHz              | N/A                  | 650 MHz            | 1050 MHz           | 2 MB     | 35 W  | 2013-09-01   | $42                 | LGA 1155     | DMI 2.0 PCIe 2.0  | Dual channel DDR3-1333       |
| Mainstream         | 2 (2)           | Celeron                   | G1610T                    | 2.3 GHz              | N/A                  | 650 MHz            | 1050 MHz           | 2 MB     | 35 W  | 2013-01-20   | $42                 | LGA 1155     | DMI 2.0 PCIe 2.0  | Dual channel DDR3-1333       |

∗ Wymaga kompatybilnej płyty głównej
Znaczenie przyrostków:
- K - Odblokowany (możliwość podniesienia mnożnika procesora aż do 63)
- S - Zoptymalizowany na wydajność (niski pobór mocy z TDP 65W)
- T - Zoptymalizowana energooszczędność (bardzo niski pobór mocy z TDP na poziomie 35-45W)
- P - Bez zintegrowanej grafiki
- X – Ekstremalna wydajność (możliwość podnoszenia mnożnika procesora bez żadnych ograniczeń)

### Procesory serwerowe
| Segment docelowy | Rdzenie (Wątki) | Procesor Branding & Model | Procesor Branding & Model | Taktowanie CPU | Taktowanie CPU | Taktowanie Grafiki | Taktowanie Grafiki | L3 Cache | TDP  | Data wydania | Cena (USD) | Płyta główna | Płyta główna      | Płyta główna                 |
| Segment docelowy | Rdzenie (Wątki) | Procesor Branding & Model | Procesor Branding & Model | Bazowe         | Turbo          | Bazowe             | Turbo              | L3 Cache | TDP  | Data wydania | Cena (USD) | Gniazdo      | Interfejs         | Pamięć                       |
| ---------------- | --------------- | ------------------------- | ------------------------- | -------------- | -------------- | ------------------ | ------------------ | -------- | ---- | ------------ | ---------- | ------------ | ----------------- | ---------------------------- |
| 1P Server        | 4 (8)           | Xeon E3                   | 1290V2                    | 3.7 GHz        | 4.1 GHz        | N/A                | N/A                | 8 MB     | 87 W | 2012-05-14   | $885       | LGA 1155     | DMI 2.0 PCIe 3.0∗ | Up to dual channel DDR3-1600 |
| 1P Server        | 4 (8)           | Xeon E3                   | 1280V2                    | 3.6 GHz        | 4.0 GHz        | N/A                | N/A                | 8 MB     | 69 W | 2012-05-14   | $623       | LGA 1155     | DMI 2.0 PCIe 3.0∗ | Up to dual channel DDR3-1600 |
| 1P Server        | 4 (8)           | Xeon E3                   | 1275V2                    | 3.5 GHz        | 3.9 GHz        | 650 MHz            | 1.25 GHz           | 8 MB     | 77 W | 2012-05-14   | $350       | LGA 1155     | DMI 2.0 PCIe 3.0∗ | Up to dual channel DDR3-1600 |
| 1P Server        | 4 (8)           | Xeon E3                   | 1270V2                    | 3.5 GHz        | 3.9 GHz        | N/A                | N/A                | 8 MB     | 69 W | 2012-05-14   | $339       | LGA 1155     | DMI 2.0 PCIe 3.0∗ | Up to dual channel DDR3-1600 |
| 1P Server        | 4 (8)           | Xeon E3                   | 1265LV2                   | 2.5 GHz        | 3.5 GHz        | 650 MHz            | 1.15 GHz           | 8 MB     | 45 W | 2012-05-14   | $305       | LGA 1155     | DMI 2.0 PCIe 3.0∗ | Up to dual channel DDR3-1600 |
| 1P Server        | 4 (8)           | Xeon E3                   | 1245V2                    | 3.4 GHz        | 3.8 GHz        | 650 MHz            | 1.25 GHz           | 8 MB     | 77 W | 2012-05-14   | $273       | LGA 1155     | DMI 2.0 PCIe 3.0∗ | Up to dual channel DDR3-1600 |
| 1P Server        | 4 (8)           | Xeon E3                   | 1240V2                    | 3.4 GHz        | 3.8 GHz        | N/A                | N/A                | 8 MB     | 69 W | 2012-05-14   | $261       | LGA 1155     | DMI 2.0 PCIe 3.0∗ | Up to dual channel DDR3-1600 |
| 1P Server        | 4 (8)           | Xeon E3                   | 1230V2                    | 3.3 GHz        | 3.7 GHz        | N/A                | N/A                | 8 MB     | 69 W | 2012-05-14   | $230       | LGA 1155     | DMI 2.0 PCIe 3.0∗ | Up to dual channel DDR3-1600 |
| 1P Server        | 4 (4)           | Xeon E3                   | 1225V2                    | 3.2 GHz        | 3.6 GHz        | 650 MHz            | 1.25 GHz           | 8 MB     | 77 W | 2012-05-14   | $224       | LGA 1155     | DMI 2.0 PCIe 3.0∗ | Up to dual channel DDR3-1600 |
| 1P Server        | 4 (4)           | Xeon E3                   | 1220V2                    | 3.1 GHz        | 3.5 GHz        | N/A                | N/A                | 8 MB     | 69 W | 2012-05-14   | $203       | LGA 1155     | DMI 2.0 PCIe 3.0∗ | Up to dual channel DDR3-1600 |
| 1P Server        | 2 (4)           | Xeon E3                   | 1220LV2                   | 2.3 GHz        | 3.5 GHz        | N/A                | N/A                | 3 MB     | 17 W | 2012-05-14   | $189       | LGA 1155     | DMI 2.0 PCIe 3.0∗ | Up to dual channel DDR3-1600 |

∗ Wymaga kompatybilnej płyty głównej

### Procesory mobilne
| Segment docelowy | Rdzenie (Wątki) | Procesor Branding & Model | Procesor Branding & Model | Programowalne TDP | Programowalne TDP | Programowalne TDP | Programowalne TDP | CPU Turbo | Taktowanie Grafiki | Taktowanie Grafiki | L3 Cache | Data wydania | Cena (USD) |
| Segment docelowy | Rdzenie (Wątki) | Procesor Branding & Model | Procesor Branding & Model | SDP               | cTDP down         | Nominalne TDP     | cTDP up           | 1 rdzeń   | Bazowe             | Turbo              | L3 Cache | Data wydania | Cena (USD) |
| ---------------- | --------------- | ------------------------- | ------------------------- | ----------------- | ----------------- | ----------------- | ----------------- | --------- | ------------------ | ------------------ | -------- | ------------ | ---------- |
| Performance      | 4 (8)           | Core i7                   | 3940XM                    | N/A               | 45 W / ? GHz      | 55 W / 3.0 GHz    | 65 W / ? GHz      | 3.9 GHz   | 650 MHz            | 1350 MHz           | 8 MB     | 2012-09-30   | $1096      |
| Performance      | 4 (8)           | Core i7                   | 3920XM                    | N/A               | 45 W / ? GHz      | 55 W / 2.9 GHz    | 65 W / ? GHz      | 3.8 GHz   | 650 MHz            | 1300 MHz           | 8 MB     | 2012-04-23   | $1096      |
| Performance      | 4 (8)           | Core i7                   | 3840QM                    | N/A               | N/A               | 45 W / 2.8 GHz    | N/A               | 3.8 GHz   | 650 MHz            | 1300 MHz           | 8 MB     | 2012-09-30   | $568       |
| Performance      | 4 (8)           | Core i7                   | 3820QM                    | N/A               | N/A               | 45 W / 2.7 GHz    | N/A               | 3.7 GHz   | 650 MHz            | 1250 MHz           | 8 MB     | 2012-04-23   | $568       |
| Performance      | 4 (8)           | Core i7                   | 3740QM                    | N/A               | N/A               | 45 W / 2.7 GHz    | N/A               | 3.7 GHz   | 650 MHz            | 1300 MHz           | 6 MB     | 2012-09-30   | $378       |
| Performance      | 4 (8)           | Core i7                   | 3720QM                    | N/A               | N/A               | 45 W / 2.6 GHz    | N/A               | 3.6 GHz   | 650 MHz            | 1250 MHz           | 6 MB     | 2012-04-23   | $378       |
| Performance      | 4 (8)           | Core i7                   | 3635QM                    | N/A               | N/A               | 45 W / 2.4 GHz    | N/A               | 3.4 GHz   | 650 MHz            | 1200 MHz           | 6 MB     | 2012-09-30   | N/A        |
| Performance      | 4 (8)           | Core i7                   | 3632QM                    | N/A               | N/A               | 35 W / 2.2 GHz    | N/A               | 3.2 GHz   | 650 MHz            | 1150 MHz           | 6 MB     | 2012-09-30   | $378       |
| Performance      | 4 (8)           | Core i7                   | 3630QM                    | N/A               | N/A               | 45 W / 2.4 GHz    | N/A               | 3.4 GHz   | 650 MHz            | 1150 MHz           | 6 MB     | 2012-09-30   | $378       |
| Performance      | 4 (8)           | Core i7                   | 3615QM                    | N/A               | N/A               | 45 W / 2.3 GHz    | N/A               | 3.3 GHz   | 650 MHz            | 1200 MHz           | 6 MB     | 2012-04-23   | $378       |
| Performance      | 4 (8)           | Core i7                   | 3612QM                    | N/A               | N/A               | 35 W / 2.1 GHz    | N/A               | 3.1 GHz   | 650 MHz            | 1100 MHz           | 6 MB     | 2012-04-23   | $378       |
| Performance      | 4 (8)           | Core i7                   | 3610QM                    | N/A               | N/A               | 45 W / 2.3 GHz    | N/A               | 3.3 GHz   | 650 MHz            | 1100 MHz           | 6 MB     | 2012-04-23   | $378       |
| Mainstream       | 2 (4)           | Core i7                   | 3689Y                     | 7 W / ? GHz       | 10 W / ? GHz      | 13 W / 1.5 GHz    | N/A               | 2.6 GHz   | 350 MHz            | 850 MHz            | 4 MB     | 2013-01-07   | $362       |
| Mainstream       | 2 (4)           | Core i7                   | 3687U                     | N/A               | 14 W / ? GHz      | 17 W / 2.1 GHz    | 25 W / 3.1 GHz    | 3.3 GHz   | 350 MHz            | 1200 MHz           | 4 MB     | 2013-01-20   | $346       |
| Mainstream       | 2 (4)           | Core i7                   | 3667U                     | N/A               | 14 W / ? GHz      | 17 W / 2.0 GHz    | 25 W / 3.0 GHz    | 3.2 GHz   | 350 MHz            | 1150 MHz           | 4 MB     | 2012-04-23   | $346       |
| Mainstream       | 2 (4)           | Core i7                   | 3537U                     | N/A               | 14 W / ? GHz      | 17 W / 2.0 GHz    | 25 W / 2.9 GHz    | 3.1 GHz   | 350 MHz            | 1200 MHz           | 4 MB     | 2013-01-20   | $346       |
| Mainstream       | 2 (4)           | Core i7                   | 3555LE                    | N/A               | N/A               | 25 W / 2.5 GHz    | N/A               | 3.2 GHz   | 550 MHz            | 1000 MHz           | 4 MB     | 2012-04-23   | $360       |
| Mainstream       | 2 (4)           | Core i7                   | 3540M                     | N/A               | N/A               | 35 W / 3.0 GHz    | N/A               | 3.7 GHz   | 650 MHz            | 1300 MHz           | 4 MB     | 2013-01-20   | $346       |
| Mainstream       | 2 (4)           | Core i7                   | 3520M                     | N/A               | N/A               | 35 W / 2.9 GHz    | N/A               | 3.6 GHz   | 650 MHz            | 1250 MHz           | 4 MB     | 2012-04-23   | $346       |
| Mainstream       | 2 (4)           | Core i7                   | 3517U                     | N/A               | 14 W / ? GHz      | 17 W / 1.9 GHz    | 25 W / 2.8 GHz    | 3.0 GHz   | 350 MHz            | 1150 MHz           | 4 MB     | 2012-04-23   | $346       |
| Mainstream       | 2 (4)           | Core i5                   | 3610ME                    | N/A               | N/A               | 35 W / 2.7 GHz    | N/A               | 3.3 GHz   | 650 MHz            | 950 MHz            | 3 MB     | 2012-04-23   | $276       |
| Mainstream       | 2 (4)           | Core i5                   | 3439Y                     | 7 W / ? GHz       | 10 W / ? GHz      | 13 W / 1.5 GHz    | N/A               | 2.3 GHz   | 350 MHz            | 850 MHz            | 3 MB     | 2013-01-07   | $250       |
| Mainstream       | 2 (4)           | Core i5                   | 3437U'                    | N/A               | 14 W / ? GHz      | 17 W / 1.9 GHz    | 25 W / 2.4 GHz    | 2.9 GHz   | 650 MHz            | 1200 MHz           | 3 MB     | 2013-01-20   | $225       |
| Mainstream       | 2 (4)           | Core i5                   | 3427U                     | N/A               | 14 W / ? GHz      | 17 W / 1.8 GHz    | 25 W / 2.3 GHz    | 2.8 GHz   | 350 MHz            | 1150 MHz           | 3 MB     | 2012-04-23   | $225       |
| Mainstream       | 2 (4)           | Core i5                   | 3380M                     | N/A               | N/A               | 35 W / 2.9 GHz    | N/A               | 3.6 GHz   | 650 MHz            | 1250 MHz           | 3 MB     | 2013-01-20   | $266       |
| Mainstream       | 2 (4)           | Core i5                   | 3360M                     | N/A               | N/A               | 35 W / 2.8 GHz    | N/A               | 3.5 GHz   | 650 MHz            | 1200 MHz           | 3 MB     | 2012-04-23   | $266       |
| Mainstream       | 2 (4)           | Core i5                   | 3340M                     | N/A               | N/A               | 35 W / 2.7 GHz    | N/A               | 3.4 GHz   | 650 MHz            | 1250 MHz           | 3 MB     | 2013-01-20   | $225       |
| Mainstream       | 2 (4)           | Core i5                   | 3339Y                     | 7 W / ? GHz       | 10 W / ? GHz      | 13 W / 1.5 GHz    | N/A               | 2.0 GHz   | 350 MHz            | 850 MHz            | 3 MB     | 2013-01-07   | $250       |
| Mainstream       | 2 (4)           | Core i5                   | 3337U                     | N/A               | 14 W / ? GHz      | 17 W / 1.8 GHz    | N/A               | 2.7 GHz   | 350 MHz            | 1100 MHz           | 3 MB     | 2013-01-20   | $225       |
| Mainstream       | 2 (4)           | Core i5                   | 3320M                     | N/A               | N/A               | 35 W / 2.6 GHz    | N/A               | 3.3 GHz   | 650 MHz            | 1200 MHz           | 3 MB     | 2012-04-23   | $225       |
| Mainstream       | 2 (4)           | Core i5                   | 3317U                     | N/A               | 14 W / ? GHz      | 17 W / 1.7 GHz    | N/A               | 2.6 GHz   | 350 MHz            | 1050 MHz           | 3 MB     | 2012-04-23   | $225       |
| Mainstream       | 2 (4)           | Core i5                   | 3230M                     | N/A               | N/A               | 35 W / 2.6 GHz    | N/A               | 3.2 GHz   | 650 MHz            | 1100 MHz           | 3 MB     | 2013-01-20   | $225       |
| Mainstream       | 2 (4)           | Core i5                   | 3210M                     | N/A               | N/A               | 35 W / 2.5 GHz    | N/A               | 3.1 GHz   | 650 MHz            | 1100 MHz           | 3 MB     | 2012-04-23   | $225       |
| Mainstream       | 2 (4)           | Core i3                   | 3229Y                     | 7 W / ? GHz       | 10 W / ? GHz      | 13 W / 1.4 GHz    | N/A               | N/A       | 350 MHz            | 850 MHz            | 3 MB     | 2013-01-07   | $250       |
| Mainstream       | 2 (4)           | Core i3                   | 3227U                     | N/A               | 14 W / ? GHz      | 17 W / 1.9 GHz    | N/A               | N/A       | 350 MHz            | 1100 MHz           | 3 MB     | 2013-01-20   | $225       |
| Mainstream       | 2 (4)           | Core i3                   | 3217U                     | N/A               | 14 W / ? GHz      | 17 W / 1.8 GHz    | N/A               | N/A       | 350 MHz            | 1050 MHz           | 3 MB     | 2012-04-23   | $225       |
| Mainstream       | 2 (4)           | Core i3                   | 3217UE                    | N/A               | 14 W / ? GHz      | 17 W / 1.6 GHz    | N/A               | N/A       | 350 MHz            | 900 MHz            | 3 MB     | July 2013    | $261       |
| Mainstream       | 2 (4)           | Core i3                   | 3130M                     | N/A               | N/A               | 35 W / 2.6 GHz    | N/A               | N/A       | 650 MHz            | 1100 MHz           | 3 MB     | 2013-01-20   | $225       |
| Mainstream       | 2 (4)           | Core i3                   | 3120M                     | N/A               | N/A               | 35 W / 2.5 GHz    | N/A               | N/A       | 650 MHz            | 1100 MHz           | 3 MB     | 2012-09-30   | $225       |
| Mainstream       | 2 (4)           | Core i3                   | 3120ME                    | N/A               | N/A               | 35 W / 2.4 GHz    | N/A               | N/A       | 650 MHz            | 900 MHz            | 3 MB     | July 2013    | $225       |
| Mainstream       | 2 (4)           | Core i3                   | 3110M                     | N/A               | N/A               | 35 W / 2.4 GHz    | N/A               | N/A       | 650 MHz            | 1000 MHz           | 3 MB     | 2012-06-24   | $225       |
| Mainstream       | 2 (2)           | Pentium                   | 2030M                     | N/A               | N/A               | 35 W / 2.5 GHz    | N/A               | N/A       | 650 MHz            | 1100 MHz           | 2 MB     | 2013-01-20   | $134       |
| Mainstream       | 2 (2)           | Pentium                   | 2020M                     | N/A               | N/A               | 35 W / 2.4 GHz    | N/A               | N/A       | 650 MHz            | 1100 MHz           | 2 MB     | 2012-09-30   | $134       |
| Mainstream       | 2 (2)           | Pentium                   | 2127U                     | N/A               | N/A               | 17 W / 1.9 GHz    | N/A               | N/A       | 350 MHz            | 1100 MHz           | 2 MB     | 2013-06-09   | $134       |
| Mainstream       | 2 (2)           | Pentium                   | 2117U                     | N/A               | N/A               | 17 W / 1.8 GHz    | N/A               | N/A       | 350 MHz            | 1000 MHz           | 2 MB     | 2012-09-30   | $134       |
| Mainstream       | 2 (2)           | Pentium                   | 2129Y                     | 7 W               | N/A               | 10 W / 1.1 GHz    | N/A               | N/A       | 350 MHz            | 850 MHz            | 2 MB     | 2013-01-07   | $150       |
| Mainstream       | 2 (2)           | Celeron                   | 1019Y                     | 7 W               | N/A               | 10 W / 1.0 GHz    | N/A               | N/A       | 350 MHz            | 800 MHz            | 2 MB     | 2013-04      | $153       |
| Mainstream       | 2 (2)           | Celeron                   | 1020E                     | N/A               | N/A               | 35 W / 2.2 GHz    | N/A               | N/A       | 650 MHz            | 1000 MHz           | 2 MB     | 2013-01-20   | $86        |
| Mainstream       | 2 (2)           | Celeron                   | 1020M                     | N/A               | N/A               | 35 W / 2.1 GHz    | N/A               | N/A       | 650 MHz            | 1000 MHz           | 2 MB     | 2013-01-20   | $86        |
| Mainstream       | 2 (2)           | Celeron                   | 1005M                     | N/A               | N/A               | 35 W / 1.9 GHz    | N/A               | N/A       | 650 MHz            | 1000 MHz           | 2 MB     | 2013-06-09   | $86        |
| Mainstream       | 2 (2)           | Celeron                   | 1000M                     | N/A               | N/A               | 35 W / 1.8 GHz    | N/A               | N/A       | 650 MHz            | 1000 MHz           | 2 MB     | 2013-01-20   | $86        |
| Mainstream       | 2 (2)           | Celeron                   | 1037U                     | N/A               | N/A               | 17 W / 1.8 GHz    | N/A               | N/A       | 350 MHz            | 1000 MHz           | 2 MB     | 2013-01-20   | $86        |
| Mainstream       | 2 (2)           | Celeron                   | 1017U                     | N/A               | N/A               | 17 W / 1.6 GHz    | N/A               | N/A       | 350 MHz            | 1000 MHz           | 2 MB     | 2013-06-09   | $86        |
| Mainstream       | 2 (2)           | Celeron                   | 1007U                     | N/A               | N/A               | 17 W / 1.5 GHz    | N/A               | N/A       | 350 MHz            | 1000 MHz           | 2 MB     | 2013-01-20   | $86        |
| Mainstream       | 2 (2)           | Celeron                   | 1047UE                    | N/A               | N/A               | 17 W / 1.4 GHz    | N/A               | N/A       | 350 MHz            | 900 MHz            | 2 MB     | 2013-01-20   | $134       |
| Mainstream       | 1 (1)           | Celeron                   | 927UE                     | N/A               | N/A               | 17 W / 1.5 GHz    | N/A               | N/A       | 350 MHz            | 900 MHz            | 2 MB     | 2013-01-20   | $107       |

- M - Procesor mobilny
- QM - 4-rdzeniowy procesor
- U - Procesor o bardzo niskim poborze mocy
- XM - Procesor o ekstremalnej wydajności (z odblokowanym mnożnikiem)
- Y - Procesor o ekstremalnie niskim poborze mocy

## Roadmap
W czerwcu 2013 roku na rynku zadebiutowała mikroarchitektura Haswell - następca Ivy Bridge. W kolejnych latach 2014 i 2015 zgodnie z "rozkładem jazdy" firma zamierza wprowadzić na rynek mikroarchitektury Broadwell oraz Skylake - obie w niższym procesie technologicznym 14nm.